# 小田纳西河

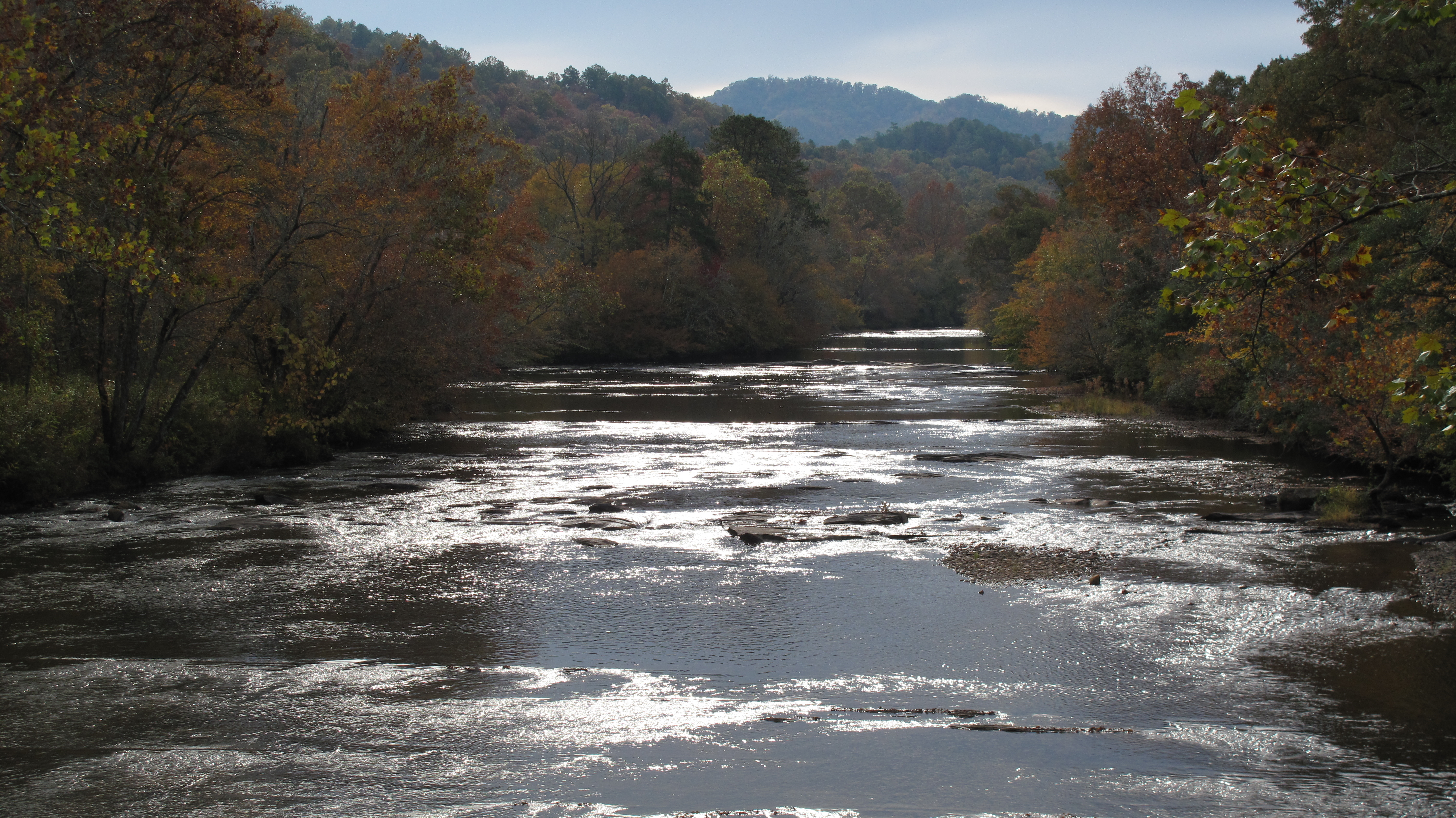
小田纳西河

小田纳西河（英語：Little Tennessee River）是田納西河的一条支流，长约135英里（217），流过美国东南部喬治亞州、北卡罗来纳州、田纳西州的藍嶺山脈，构成了大煙山國家公園的西南边界。